# Adam Duritz

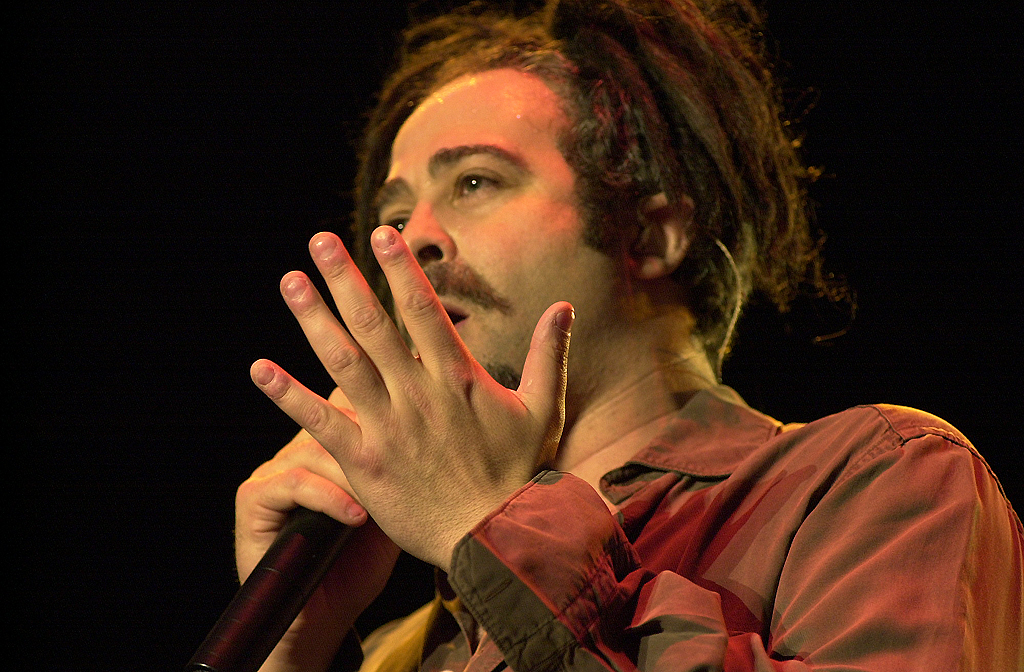
Adam Duritz

Adam Frederic Duritz (Baltimore, 1 augustus 1964) is een Amerikaans muzikant en producer. Hij is zanger en medeoprichter van Counting Crows.

## Geschiedenis
Duritz werd geboren in Baltimore, groeide op in Boston, daarna El Paso en Berkeley. Hij woonde in San Francisco, Los Angeles, Amsterdam en nu in New York. Hij studeerde aan de Universiteit van Californië - Berkeley en de Universiteit van Californië - Davis maar verliet beide opleidingen zonder diploma. Voordat hij Counting Crows vormde was Duritz zanger van de San Francisco Bay Area bands Mod-L Society en The Himalayans. Hij was ook betrokken bij een andere band uit San Francisco, Sordid Humor.
Hij werkte samen met The Wallflowers (geleid door Bob Dylans zoon Jakob) op het album Bringing Down the Horse; met Ryan Adams op Gold en het nummer "Butterfly in Reverse" op Hard Candy; met Peter Stuart op Propeller en Daisy; met Live op V; en met Dashboard Confessional in het nummer "So Long, So Long".
In 1997, begon Duritz zijn eigen platenlabel, E Pluribus Unum. Voordat het label werd gekocht door Interscope Records in 2000 contracteerde hij Joe 90, Gigolo Aunts en Neilson Hubbard die hij allemaal meenam als voorprogramma op tournees van Counting Crows. Op 15 januari 2007 maakte Duritz bekend een nieuw platenlabel op te richten, Tyrannosaurus Records.
Naast zijn muzikale activiteiten trad Duritz op als uitvoerend producent voor enkele films.